# Aralia apioides
Aralia apioides är en araliaväxtart som beskrevs av Hand.-mazz. Aralia apioides ingår i släktet Aralia och familjen Araliaceae. Inga underarter finns listade.